# James Roche, 3.º Barão Fermoy
James Boothby Burke Roche, 3.º Barão Fermoy (28 de julho de 1852 — 30 de outubro de 1920) foi um par do reino irlandês e um membro do parlamento britânico.

## Biografia
Ele nasceu na Abadia de Twyford, em Middlesex, Inglaterra, como filho de Edmund Burke-Roche, 1.º Barão Fermoy, e de sua esposa, Eliza Caroline Boothby. James foi educado em Trinity College, na Universidade de Cambridge.
James Burke Roche, numa visita aos Estados Unidos, conheceu Frances Ellen Work, herdeira de um acionista, com quem se casou em 22 de setembro de 1880, na cidade de Nova York. O casamento não foi um sucesso, e eles se separaram em dezembro de 1886. Frances Work conseguiu o divórcio com o pretexto de abandono de lar no dia 3 de março de 1891, em Wilmington, Delaware. Eles tiveram quatro filhos: duas filhas e dois filhos gêmeos.
- Eileen (nascida e morta em 1882)
- Cynthia (10 de abril de 1884 - 8 de dezembro de 1966), que casou-se primeiramente, em 1906, com Arthur Scott Burden (morto em junho de 1921) e depois com Guy Fairfax Cary (morto em 1950), em 1922. Ela foi bisavó do ator canadense Oliver Platt.
- Edmund Maurice (15 de maio de 1885 - 8 de julho de 1955), que foi o avô materno de Diana, Princesa de Gales.
- Francis George (15 de maio de 1885 - 30 de outubro de 1958), que morreu solteiro.

Em 1896, James Burke Roche postou-se com um candidato Nacionalista numa eleição suplementar por East Kerry, um distrito eleitoral do Parlamento do Reino Unido. Os nacionalistas se dividiram em duas facções depois que o líder do partido, Charles Stewart Parnell, foi nomeado como um co-respondente num divórcio. Roche foi apoiado inicialmente tanto pelos que apoiavam Parnell como pelos que eram contra, até que fosse revelado que ele mesmo era divorciado. Durante a campanha, James negou publicamente que ele sabia do divórcio e que tinha abandonado sua esposa e seus filhos. Embora continuasse a ganhar o assento, o candidato oponente unionista ganhou com o maior número de votos já registrado para um candidato unionista no distrito eleitoral de East Kerry. James não se candidatou na seguinte eleição geral.
No dia 1 de setembro de 1920, ele sucedeu seu irmão como Barão Fermoy. Dois meses depois ele morreu em Westminster, Londres. Seu corpo foi enterrado no cemitério de St. Marylebone, em Finchley, a 3 de novembro de 1920.